# Johann Moritz Heinrich Gericke
Johann Moritz Heinrich Gericke (* 9. Oktober 1748 in Hamburg; † 21. Dezember 1826 ebenda) war ein deutscher Gymnasiallehrer und Rektor.

## Leben

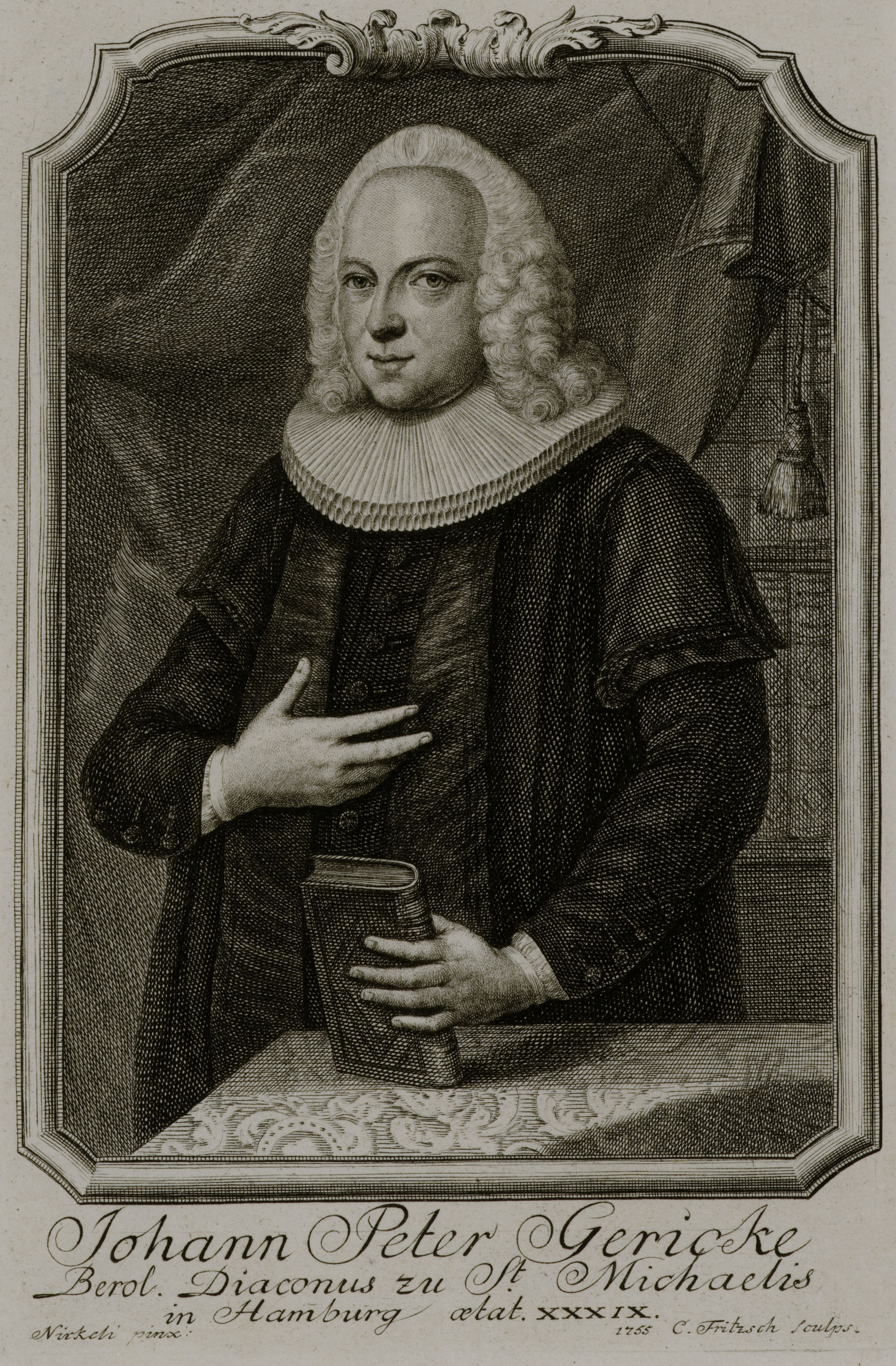
Johann Peter Gericke (1755)

### Familie
Johann Moritz Heinrich Gericke war der älteste Sohn des aus Berlin stammenden Predigers Johann Peter Gericke, der 1747 von der Stelle eines Adjunkts in Altona zur Michaeliskirche in Hamburg berufen wurde und dessen Ehefrau Johanna Katharina (geb. Brünning).
Er hatte noch zwei Brüder:
- Johann Conrad Gericke (* 10. März 1750 in Hamburg; † 25. Oktober 1816), Konsistorialrat und Hofprediger in Hannover;
- Johann Ludwig Gericke (* 16. Januar 1752 in Hamburg; † 23. September 1824 ebenda), Doktor der Medizin in Hamburg.

1785 heiratete er Sophia Maria (geb. Dannemann); gemeinsam hatten sie einen Sohn (* 1790; † 1813), der in der Hamburger Bürgergarde bei den Kämpfen gegen die Franzosen fiel.
Johann Moritz Heinrich Gericke fand seine letzte Ruhe auf dem Friedhof Ohlsdorf in Hamburg.

### Werdegang
Johann Moritz Heinrich Gericke erhielt, gemeinsam mit seinen Geschwistern, Privatunterricht im Elternhaus, bis er mit seinen Brüdern 1762 zum Johanneum (heute Gelehrtenschule des Johanneums) kam und dort gleich in der Prima aufgenommen wurde; er hatte unter anderem Unterricht beim damaligen Rektor Johann Samuel Müller. Ostern 1767 kam er dann an das Akademische Gymnasium in Hamburg und hatte Unterricht bei Hermann Samuel Reimarus, Johann Wunderlich (1708–1778), Professor für praktische Philosophie und Moral, Gottfried Schütze (1719–1784), Johann Heinrich Vincent Nölting und Johann Georg Büsch.
Ostern 1770 begann er mit einem Studium der Rechtswissenschaften an der Universität Göttingen und besuchte die Vorlesungen unter anderem bei Johann Stephan Pütter, Georg Ludwig Böhmer, Johann Heinrich Christian von Selchow und Georg August Spangenberg. Aus gesundheitlichen Gründen unterbrach er sein Studium und hielt sich für sechs Monate in seinem Elternhaus auf, bis er 1774 an die Universität zurückkehrte und mit seiner Dissertation Theses inaugurales excerptae dissertationi de deposito ejusque restitutione zum Lizenziat beider Rechtswissenschaften promovierte.
Einige Jahre nach seiner Rückkehr nach Hamburg verstarb sein ehemaliger Lehrer Johann Wunderlich, sodass sich Johann Moritz Heinrich Gericke mit dem Aufsatz Versuch einer allgemeinen Abhandlung von der Beschaffenheit und Anwendung der Erholungen nach moralischen Grundsätzen, gemeinsam mit seinem Freund Johann Arnold Amsinck (1750–1782), um dessen Nachfolge bewarb. Die Wahl fiel darauf allerdings auf seinen Freund, der jedoch bereits 1782 verstarb, worauf er sich mit dem Aufsatz Versuch einer allgemeinen Abhandlung vom Patriotismus um dessen Nachfolge bemühte und am 10. September 1782 zum Professor der praktischen Philosophie gewählt wurde.
Für seine Vorlesungen erarbeitete er eine Enzyklopädie der praktischen Philosophie, die er jedoch nicht drucken ließ. Zur Philosophie trug er auch abwechselnd zur Geschichte und Literatur der Philosophie, zur systematischen Übersicht der ganzen Philosophie in Hinsicht auf Begriff, Idee, Grenze und Nutzen für die Gelehrsamkeit und für das Leben sowie zum Naturrecht nach Ludwig Höpfner und philosophische Moral nach Johann August Eberhards Sittenlehre vor.
1786 schrieb er einen Nekrolog zum damaligen Hamburger Bürgermeister Albert Schulte.
Von 1824 bis 1825 übte er zum achten Mal das Amt des Rektors aus.
Zu seinen Schülern gehörte unter anderem der spätere Astronom Johann Franz Encke.

## Schriften (Auswahl)
- Theses inaugurales excerptae dissertationi de deposito ejusque restitutione. Göttingen 1774.
- Praemissa Commentationis de instauratione imperii Romani sub Carolo M. et Ottonibus facta eiusque effectibus. Officina E. A. Rosenbusch, Göttingen 1774.
- Versuch einer allgemeinen Abhandlung von der Beschaffenheit und Anwendung der Erholungen nach moralischen Grundsätzen. Hamburg 1778.
- Versuch einer allgemeinen Abhandlung vom Patriotismus. 1782.
- Bürgermeister Albert Schulte. 1786.
- Index praelectionum in Gymnasio Hamburgensium Academico. Hamburg 1818.